# Deutscher Filmpreis/Bestes Kostümbild
Die folgende Liste ist eine Übersicht über die Preisträger des Deutschen Filmpreises in der Kategorie Bestes Kostümbild. Der Preis wird erst seit 2005 vergeben, nachdem die Deutsche Filmakademie das Auswahlverfahren übernommen hatte.

## 2000er-Jahre
2005
Lucie Bates – Alles auf Zucker!
- Steffi Bruhn – Aus der Tiefe des Raumes
- Andreas Janczyk – Schneeland

2006
Bettina Marx – Requiem
- Gabriele Binder – Das Leben der Anderen
- Lisy Christl – Schatten der Zeit

2007
Pierre-Yves Gayraud – Das Parfum – Die Geschichte eines Mörders
- Natascha Curtius-Noss  – Schwere Jungs
- Nicole Fischnaller  – Die Fälscher

2008
Sabine Greunig – Kirschblüten – Hanami
- Petra Kray  – Das wilde Leben
- Yan Tax  – Black Book

2009
Lisy Christl – John Rabe
- Lucie Bates – Effi Briest
- Birgit Missal  – Der Baader Meinhof Komplex

## 2010er-Jahre
2010
Moidele Bickel – Das weiße Band – Eine deutsche Kindergeschichte
- Lucie Bates – Hilde
- Esther Walz – Die Päpstin
- Ursula Welter – Vision – Aus dem Leben der Hildegard von Bingen

2011
Gioia Raspé – Poll
- Monika Jacobs – Der ganz große Traum
- Thomas Oláh – Jud Süß – Film ohne Gewissen

2012
Lisy Christl – Anonymus
- Anette Guther – Barbara
- Leonie Leuenberger – Hell
- Ute Paffendorf – Hotel Lux

2013
Kym Barrett und Pierre-Yves Gayraud – Cloud Atlas
- Stefanie Bieker – Lore
- Frauke Firl – Hannah Arendt
- Thomas Oláh – Die Vermessung der Welt

2014
Natascha Curtius-Noss – Das finstere Tal
- Esther Amuser – Die andere Heimat – Chronik einer Sehnsucht
- Thomas Oláh – Der Medicus

2015
Barbara Grupp – Die geliebten Schwestern
- Katrin Aschendorf – The Cut
- Bettina Marx – Elser – Er hätte die Welt verändert

2016
Esther Walz – Der Staat gegen Fritz Bauer
- Nicole Fischnaller – Colonia Dignidad – Es gibt kein Zurück
- Anke Winckler – Heidi

2017
Frauke Firl – Paula
- Chris Pidre und Florence Scholtes – Marie Curie
- Gioia Raspé – Die Blumen von gestern

2018
Bina Daigeler – Manifesto
- Maurizio Millenotti, Gianni Casalnuovo – The Happy Prince
- Esther Walz – Das schweigende Klassenzimmer

2019
Sabine Greunig – Gundermann
- Katrin Aschendorf – Der Goldene Handschuh
- Anke Winckler – Trautmann

## 2020er-Jahre
2020
Sabine Böbbis –  Lindenberg! Mach dein Ding
- Ingken Benesch – Freies Land
- Thomas Oláh, Nora Bates – Ich war noch niemals in New York

2021
Tanja Hausner – Schachnovelle
- Barbara Grupp – Fabian oder Der Gang vor die Hunde
- Anke Winckler – Jim Knopf und die Wilde 13
- Leonie Zykan – Tides

2022
Anne-Gret Oehme – Lieber Thomas
- Janina Brinkmann – Stasikomödie
- Tanja Hausner – Große Freiheit
- Birgitt Kilian – Rabiye Kurnaz gegen George W. Bush

2023
Tanja Hausner – Sisi & Ich
- Lisy Christl – Im Westen nichts Neues
- Regina Tiedeken – In einem Land, das es nicht mehr gibt

2024
 Ingken Benesch – Girl You Know It’s True
- Tanja Hausner – Die Herrlichkeit des Lebens
- Thomas Oláh – Stella. Ein Leben

2025
Juliane Maier und Christian Röhrs – Cranko
- nominiert:
  - Pierre-Yves Gayraud – Hagen – Im Tal der Nibelungen
  - Brigitt Kilian – In Liebe, Eure Hilde